# Abraham del Moral
Abraham del Moral Rando  (Martos, 5 de julio de 2001) es un futbolista español que juega como defensa central en el Villarreal CF "C" de la Tercera Federación.

## Trayectoria
Nacido en Martos, se forma en el Martos CD, CD Tosiria y Real Jaén antes de unirse al fútbol base del Córdoba CF en 2016. Debuta con el filial el 2 de diciembre de 2018 al partir como titular en un empate por 1-1 frente al Betis Deportivo en la Tercera División de España. El 5 de junio de 2019 firma por el Villarreal CF para jugar en su primer equipo juvenil, ascendiendo la temporada siguiente al equipo C.
Realiza la pretemporada de la campaña 2022-23 con el filial, debutando con éste el 29 de agosto de 2022 al partir como titular en una derrota por 3-0 frente al Granada CF en la Segunda División.

## Clubes
Actualizado al último partido disputado el 29 de agosto de 2022.
| Club              | País   | Año       | Partidos | Goles |
| ----------------- | ------ | --------- | -------- | ----- |
| Córdoba CF "B"    | España | 2018-2019 | 17       | 1     |
| Villarreal CF "C" | España | 2020-act. | 45       | 1     |
| Villarreal CF "B" | España | 2022-act. | 1        | 0     |